# 나일 호런
나일 호란(Niall James Horan, 1993년 9월 13일 ~ )은 아일랜드의 가수로, 원 디렉션의 일원이다.

## 음반 목록
- This Town (2017)
- Slow Hands (2017)
- Too Much To Ask (2017)
- On The Loose (2018)
- Finally Free (2018)
- Nice To Meet Ya (2019)
- Put A Little Love On Me (2019)
- No Judgement (2020)

- Flicker (2017)

## 범외부 링크
- (영어) 나일 호런  - 공식 웹사이트
- (영어) 나일 호런 - 유튜브
- (영어) 나일 호런 - 인스타그램
- (영어) 나일 호런 - X
- (영어) 나일 호런 - 페이스북
- (영어) 나일 호런 – 사운드클라우드
- (영어) 나일 호런 - 스포티파이